# غيلبرت كاستيلانوس
غيلبرت كاستيلانوس (بالإنجليزية: Gilbert Castellanos)‏ هو بواق أمريكي، ولد في 1972 في غوادالاخارا في المكسيك.

## وصلات خارجية
- غيلبرت كاستيلانوس على موقع ميوزك برينز (الإنجليزية)
- غيلبرت كاستيلانوس على موقع أول ميوزيك (الإنجليزية)
- غيلبرت كاستيلانوس على موقع ديسكوغز (الإنجليزية)